# خوسيه مارين رودريغيز
خوسيه مارين رودريغيز (بالإسبانية: José Marín Rodríguez)‏ هو نبال إسباني، ولد في 19 يوليو 1971 في عذرة في إسبانيا.